# Ковачич, Матео
Мате́о Ко́вачич (хорв. Mateo Kovačić; род. 6 мая 1994[…], Линц) — хорватский футболист, полузащитник английского клуба «Манчестер Сити». Игрок сборной Хорватии. Участник трёх чемпионатов мира (2014, 2018 и 2022) и трёх чемпионатов Европы (2016, 2020 и 2024). Серебряный призёр чемпионата мира 2018 года в России. Бронзовый призёр чемпионата мира 2022 года.

## Клубная карьера

### «Динамо» Загреб
Матео родился в семье боснийских хорватов. Его родители переехали в Австрию в 1991 году, где и появился на свет Ковачич. Свою карьеру он начал в линцком «ЛАСКе».
В возрасте 13-ти лет талантливого полузащитника приметили скауты «Аякса», «Штутгарта», «Баварии» и «Ювентуса», но его семья решила переехать в Загреб, где Матео поступил в футбольную академию местного «Динамо». Выступая за молодёжную команду клуба в 2009 году Ковачич получает перелом ноги. Восстановление заняло почти год, 31 мая 2010 года в матче против молодёжной команды «Сплита» полузащитник впервые после травмы вышел на поле.
В октябре 2010 главный тренер основной команды Вахид Халиходжич, начинает привлекать Матео к тренировкам с основным составом, но Ковачич продолжает выступать за «молодёжку». В ноябре на матче против молодёжных команд « Цибалии» и «Загреба», талантливого полузащитника приезжают просматривать скауты лондонского «Арсенала».
20 ноября 2010 года в матче против «Хрватски Драговоляц», Ковачич дебютировал за «Динамо» в чемпионате Хорватии. В этом же поединке Матео забил свой первый гол. Поразив ворота соперников в возрасте 16 лет 198 дней Ковачич стал самым молодым автором гола в истории хорватской лиги. Предыдущий рекорд, который продержался всего неделю, принадлежал партнеру Матео Дино Спехару, который отличился в 16 лет 278 дней.
7 декабря 2011 года в матче Лиги чемпионов против французского «Лиона» Ковачич забил гол и стал самым молодым автором гола турнира.

### «Интернационале»
31 января 2013 года Ковачич перешёл в миланский «Интернационале». Матео взял себе 10 номер под которым до этого выступал Уэсли Снейдер. 3 февраля в поединке против «Сиены» Матео дебютировал в Серии А, выйдя на замену во втором тайме вместо Эсекиеля Скелотто. 15 февраля в матче против «ЧФР Клуж» состоялся дебют Ковачича в Лиге Европы, в этом поединке Матео отметился голевой передачей на Родриго Паласио и помог «Интеру» одержать победу.

### «Реал Мадрид»
Летом 2015 года Матео перешёл в мадридский «Реал». Сумма трансфера составила 35 млн евро. 23 августа в матче против хихонского «Спортинга» он дебютировал в Ла Лиге, заменив во втором тайме Иско. 8 декабря в матче Лиги Чемпионов против шведского «Мальмё» Ковачич забил свой дебютный гол за «королевский» клуб. В 2017 году он впервые выиграл чемпионат Испании в составе королевского клуба, а также второй раз подряд стал победителем Лиги чемпионов. После ЧМ-2018 Ковачич заявил о желании покинуть клуб из-за нерегулярной игровой практики.

### «Челси»
8 августа 2018 года Ковачич был отдан в аренду до конца сезона 2018/2019 английскому клубу «Челси». 18 августа в матче против лондонского «Арсенала» он дебютировал в английской Премьер-лиге. 1 июля 2019 года Ковачич подписал пятилетний контракт с клубом. 27 ноября 2019 года забил первый гол за «Челси» в гостевой игре с «Валенсией» (2:2) на групповом этапе Лиги Чемпионов УЕФА. В 2021 году впервые сыграл в финале Лиги чемпионов, заменив Мэйсона Маунта на 80-й минуте; в свою очередь, его клуб обыграл «Манчестер Сити» с минимальным счётом.

### «Манчестер Сити»
27 июня 2023 года подписал 4-летний контракт с «Манчестер Сити».

## Карьера в сборной
Ковачич выступал за юниорские сборные Хорватии различных возрастов. В мае 2008 года он дебютировал в сборной до 15 лет в поединке против юношей из Словакии. С октября 2010 года он являлся ключевым футболистом сборной Хорватии не старше 17 лет. Его быстрый прогресс и огромный талант породили сравнения с такими звездами футбола, как Уэйн Руни, Диего Марадона и Лионель Месси.
В марте 2013 Матео был вызван на игры главной сборной Хорватии против Сербии и Уэльса. 22 марта в матче отборочного турнира чемпионата мира 2014 против сборной Сербии Ковачич дебютировал за первую сборную Хорватии.
В 2014 году Матео попал в заявку национальной команды на участие в чемпионате мира в Бразилии. На турнире он сыграл в матчах против сборных Мексики, Камеруна и хозяев чемпионата Бразилии. 7 июня 2015 года в поединке против сборной Гибралтара Ковачич забил свой первый гол за национальную команду.
В 2016 году в составе национальной сборной Ковачич принял участие в чемпионате Европы во Франции. На турнире он сыграл в матчах против команд Чехии и Испании.
В 2018 году Ковачич в составе национальной команды Хорватии стал серебряным призёром чемпионате мира в России. На турнире он сыграл в матчах против сборных Нигерии, Аргентины, Дании, России и Исландии. В серии послематчевых пенальти в матче 1/4 финала против сборной России его удар отразил Игорь Акинфеев, что не помешало Хорватии выйти в полуфинал.
На Евро-2020 Ковачич принял участие во всех трёх матчах группового этапа (против сборных Англии, Чехии и Шотландии), а также в 1/8 финала против сборной Испании.
На ЧМ-2022 принял участие во всех семи матчах против сборных Марокко (групповой этап и матч за 3 место), Канады, Бельгии, Японии, Бразилии и Аргентины. В составе сборной стал бронзовым призёром турнира.

## Достижения

### Командные
«Динамо» (Загреб)
- Чемпион Хорватии (3): 2010/11, 2011/12, 2012/13
- Обладатель Кубка Хорватии (2): 2010/11, 2011/12

«Реал Мадрид»
- Чемпион Испании: 2016/17
- Обладатель Суперкубка Испании: 2017
- Победитель Лиги чемпионов УЕФА (3): 2015/16, 2016/17, 2017/18
- Обладатель Суперкубка УЕФА (2): 2016, 2017
- Победитель Клубного чемпионата мира (2): 2016, 2017

«Челси»
- Победитель Лиги чемпионов УЕФА: 2020/21
- Победитель Лиги Европы УЕФА: 2018/19
- Обладатель Суперкубка УЕФА: 2021
- Победитель Клубного чемпионата мира: 2021

«Манчестер Сити»
- Чемпион Англии: 2023/24
- Обладатель Суперкубка Англии: 2024
- Обладатель Суперкубка УЕФА: 2023
- Победитель Клубного чемпионата мира: 2023

Сборная Хорватии
- Вице-чемпион мира: 2018
- Бронзовый призёр чемпионата мира: 2022

### Личные
- Надежда года в Хорватии: 2011
- Орден Князя Бранимира: 2018[37]
- Игрок года по версии болельщиков «Челси»: 2020
- Гол месяца английской Премьер-лиги: январь 2022

## Статистика выступлений

### Клубная статистика
| Выступление      | Выступление      | Выступление      | Лига | Лига | Кубки | Кубки | Континент | Континент | Итого | Итого |
| Клуб             | Лига             | Сезон            | Игры | Голы | Игры  | Голы  | Игры      | Голы      | Игры  | Голы  |
| ---------------- | ---------------- | ---------------- | ---- | ---- | ----- | ----- | --------- | --------- | ----- | ----- |
| Динамо (Загреб)  | Первая лига      | 2010/11          | 7    | 1    | 2     | 0     | 0         | 0         | 9     | 1     |
| Динамо (Загреб)  | Первая лига      | 2011/12          | 25   | 5    | 7     | 1     | 12        | 1         | 44    | 7     |
| Динамо (Загреб)  | Первая лига      | 2012/13          | 11   | 1    | 1     | 0     | 8         | 0         | 20    | 1     |
| Динамо (Загреб)  | Итого            | Итого            | 43   | 7    | 10    | 1     | 20        | 1         | 73    | 9     |
| Интернационале   | Серия A          | 2012/13          | 13   | 0    | 1     | 0     | 4         | 0         | 18    | 0     |
| Интернационале   | Серия A          | 2013/14          | 32   | 0    | 3     | 0     | —         | —         | 35    | 0     |
| Интернационале   | Серия A          | 2014/15          | 35   | 5    | 1     | 0     | 8         | 3         | 44    | 8     |
| Интернационале   | Итого            | Итого            | 80   | 5    | 5     | 0     | 12        | 3         | 97    | 8     |
| Реал Мадрид      | Примера          | 2015/16          | 25   | 0    | 1     | 0     | 8         | 1         | 34    | 1     |
| Реал Мадрид      | Примера          | 2016/17          | 27   | 1    | 4     | 0     | 8         | 1         | 39    | 2     |
| Реал Мадрид      | Примера          | 2017/18          | 21   | 0    | 7     | 0     | 8         | 0         | 36    | 0     |
| Реал Мадрид      | Итого            | Итого            | 73   | 1    | 12    | 0     | 24        | 2         | 109   | 3     |
| Челси            | Премьер-лига     | 2018/19          | 32   | 0    | 7     | 0     | 12        | 0         | 51    | 0     |
| Челси            | Премьер-лига     | 2019/20          | 31   | 1    | 7     | 0     | 9         | 1         | 47    | 2     |
| Челси            | Премьер-лига     | 2020/21          | 27   | 0    | 5     | 0     | 10        | 0         | 42    | 0     |
| Челси            | Премьер-лига     | 2021/22          | 25   | 2    | 10    | 0     | 9         | 0         | 44    | 2     |
| Челси            | Премьер-лига     | 2022/23          | 27   | 1    | 2     | 0     | 8         | 1         | 37    | 2     |
| Челси            | Итого            | Итого            | 142  | 4    | 31    | 0     | 48        | 2         | 221   | 6     |
| Манчестер Сити   | Премьер-лига     | 2023/24          | 30   | 1    | 7     | 1     | 9         | 1         | 46    | 3     |
| Манчестер Сити   | Премьер-лига     | 2024/25          | 23   | 4    | 3     | 0     | 6         | 1         | 32    | 5     |
| Манчестер Сити   | Итого            | Итого            | 53   | 5    | 10    | 1     | 15        | 2         | 78    | 8     |
| Всего за карьеру | Всего за карьеру | Всего за карьеру | 391  | 22   | 68    | 2     | 119       | 10        | 578   | 34    |

### Матчи за сборную
| Матчи Матео Ковачича за сборную Хорватии | Матчи Матео Ковачича за сборную Хорватии | Матчи Матео Ковачича за сборную Хорватии | Матчи Матео Ковачича за сборную Хорватии | Матчи Матео Ковачича за сборную Хорватии | Матчи Матео Ковачича за сборную Хорватии | Матчи Матео Ковачича за сборную Хорватии |
| №                                        | Дата                                     | Соперник                                 | Счёт                                     | Голы                                     | Соревнование                             |                                          |
| ---------------------------------------- | ---------------------------------------- | ---------------------------------------- | ---------------------------------------- | ---------------------------------------- | ---------------------------------------- | ---------------------------------------- |
| 1                                        | 22 марта 2013                            | Сербия                                   | 2:0                                      | —                                        | Отборочные матчи ЧМ-2014                 |                                          |
| 2                                        | 26 марта 2013                            | Уэльс                                    | 2:1                                      | —                                        | Отборочные матчи ЧМ-2014                 |                                          |
| 3                                        | 7 июня 2013                              | Шотландия                                | 0:1                                      | —                                        | Отборочные матчи ЧМ-2014                 |                                          |
| 4                                        | 10 июня 2013                             | Португалия                               | 0:1                                      | —                                        | Товарищеский матч                        |                                          |
| 5                                        | 6 сентября 2013                          | Сербия                                   | 1:1                                      | —                                        | Отборочные матчи ЧМ-2014                 |                                          |
| 6                                        | 11 октября 2013                          | Бельгия                                  | 1:2                                      | —                                        | Отборочные матчи ЧМ-2014                 |                                          |
| 7                                        | 19 ноября 2013                           | Исландия                                 | 2:0                                      | —                                        | Отборочные матчи ЧМ-2014                 |                                          |
| 8                                        | 5 марта 2014                             | Швейцария                                | 2:2                                      | —                                        | Товарищеский матч                        |                                          |
| 9                                        | 31 мая 2014                              | Мали                                     | 2:1                                      | —                                        | Товарищеский матч                        |                                          |
| 10                                       | 6 июня 2014                              | Австралия                                | 1:0                                      | —                                        | Товарищеский матч                        |                                          |
| 11                                       | 12 июня 2014                             | Бразилия                                 | 1:3                                      | —                                        | Финальные матчи ЧМ-2014                  |                                          |
| 12                                       | 18 июня 2014                             | Камерун                                  | 4:0                                      | —                                        | Финальные матчи ЧМ-2014                  |                                          |
| 13                                       | 23 июня 2014                             | Мексика                                  | 1:3                                      | —                                        | Финальные матчи ЧМ-2014                  |                                          |
| 14                                       | 4 сентября 2014                          | Кипр                                     | 2:0                                      | —                                        | Товарищеский матч                        |                                          |
| 15                                       | 9 сентября 2014                          | Мальта                                   | 2:0                                      | —                                        | Отборочные матчи ЧЕ-2016                 |                                          |
| 16                                       | 10 октября 2014                          | Болгария                                 | 1:0                                      | —                                        | Отборочные матчи ЧЕ-2016                 |                                          |
| 17                                       | 13 октября 2014                          | Азербайджан                              | 6:0                                      | —                                        | Отборочные матчи ЧЕ-2016                 |                                          |
| 18                                       | 12 ноября 2014                           | Аргентина                                | 1:2                                      | —                                        | Товарищеский матч                        |                                          |
| 19                                       | 16 ноября 2014                           | Италия                                   | 1:1                                      | —                                        | Отборочные матчи ЧЕ-2016                 |                                          |
| 20                                       | 7 июня 2015                              | Гибралтар                                | 4:0                                      | 1                                        | Товарищеский матч                        |                                          |
| 21                                       | 12 июня 2015                             | Италия                                   | 1:1                                      | —                                        | Отборочные матчи ЧЕ-2016                 |                                          |
| 22                                       | 3 сентября 2015                          | Азербайджан                              | 0:0                                      | —                                        | Отборочные матчи ЧЕ-2016                 |                                          |
| 23                                       | 10 октября 2015                          | Болгария                                 | 3:0                                      | —                                        | Отборочные матчи ЧЕ-2016                 |                                          |
| 24                                       | 13 октября 2015                          | Мальта                                   | 1:0                                      | —                                        | Отборочные матчи ЧЕ-2016                 |                                          |
| 25                                       | 23 марта 2016                            | Израиль                                  | 3:0                                      | —                                        | Товарищеский матч                        |                                          |
| 26                                       | 26 марта 2016                            | Венгрия                                  | 1:1                                      | —                                        | Товарищеский матч                        |                                          |
| 27                                       | 14 июня 2016                             | Сан-Марино                               | 10:0                                     | —                                        | Товарищеский матч                        |                                          |
| 28                                       | 17 июня 2016                             | Чехия                                    | 2:2                                      | —                                        | Финальные матчи ЧЕ-2016                  |                                          |
| 29                                       | 21 июня 2016                             | Испания                                  | 2:1                                      | —                                        | Финальные матчи ЧЕ-2016                  |                                          |
| 30                                       | 6 октября 2016                           | Косово                                   | 6:0                                      | —                                        | Отборочные матчи ЧМ-2018                 |                                          |
| 31                                       | 9 октября 2016                           | Финляндия                                | 1:0                                      | —                                        | Отборочные матчи ЧМ-2018                 |                                          |
| 32                                       | 12 ноября 2016                           | Исландия                                 | 2:0                                      | —                                        | Отборочные матчи ЧМ-2018                 |                                          |
| 33                                       | 24 марта 2017                            | Украина                                  | 1:0                                      | —                                        | Отборочные матчи ЧМ-2018                 |                                          |
| 34                                       | 28 марта 2017                            | Эстония                                  | 0:3                                      | —                                        | Товарищеский матч                        |                                          |
| 35                                       | 11 июня 2017                             | Исландия                                 | 0:1                                      | —                                        | Отборочные матчи ЧМ-2018                 |                                          |
| 36                                       | 3 сентября 2017                          | Косово                                   | 1:0                                      | —                                        | Отборочные матчи ЧМ-2018                 |                                          |
| 37                                       | 5 сентября 2017                          | Турция                                   | 0:1                                      | —                                        | Отборочные матчи ЧМ-2018                 |                                          |

Итого: 37 матчей / 1 гол; 21 победа, 7 ничьих, 9 поражения.